# Тропан
Тропан — третинний амін із біциклічною молекулою: циклогептан, 1-й і 5-й атоми вуглецю якого пов'язані з атомом азоту; останній несе також метильну групу. Тропанове ядро входить до складу молекул тропанових рослинних алкалоїдів, що містяться в рослинах сімейств пасльонових, березкових та кокаїнових.

Тропанові алкалоїди — похідні тропіну та псевдотропіну.

Найбільш відомими представниками тропанових алкалоїдів є атропін, що міститься в беладонні, скополаміні (у дурмані родині пасльонових) та кокаїні (у коці (родини еритроксилових).
Вперше алкалоїди цього ряду виділені та досліджені у другій половині XIX століття.
Основні тропанові алкалоїди є складними ефірами спиртів, що містять по-різному орієнтовану ендо- або екзо-гідроксогрупу, приєднану до 3-го атома вуглецю в молекулі, і є похідними тропіну або псевдотропіну.
Вперше повний синтез тропіну та псевдотропіну з циклогептанону був описаний Вільштеттером у 1903 році. Більш загальніший метод формування тропанового скелета згодом був знайдений Робінсоном.
8-Азабіцикло[3.2.1]октан (тропан без N-метильної групи) відомий як нортропан.